# Левидис, Димитриос
Димитриос Левидис (греч. Δημήτριος Λεβίδης, фр. Dimitry Lèvidis; 8 апреля 1886, Афины — 29 мая 1951, там же) — греческий композитор.
Происходил из древнего византийского аристократического рода. Начал учиться музыке в 1898—1905 гг. в Афинах в консерватории Лины фон Лотнер и в Афинской консерватории у Франка Шуази и Дионисиоса Лаврангаса. Продолжил музыкальное образование в 1906—1907 гг. в Лозанне у Александра Денереа и в 1907—1908 гг. в Мюнхене под руководством Рихарда Штрауса (композиция), Феликса Мотля (оркестровка) и Фридриха Клозе (контрапункт).
В 1910 г. покинул Мюнхен и обосновался в Париже, в годы Первой мировой войны служил во французской армии, в 1929 г. получил французское гражданство. Творчество Левидиса развивало традиции французского импрессионизма, не чуждаясь и греческих мотивов. Его Поэма для скрипки с оркестром была впервые исполнена 24 февраля 1927 г. Марселем Дарьё и оркестром Страрама, а в редакции для волн Мартено была включена в программу первого публичного концерта с использованием этого инструмента 20 апреля 1928 г. (солировал его изобретатель Морис Мартено, дирижировал Рене-Батон).
Вернувшись в 1932 г. в Грецию, Левидис начал преподавать в Греческой консерватории, а в 1934 г. основал отдельную консерваторию в афинском районе Фалиро (позднее влившуюся в состав Греческой консерватории). В 1946—1947 гг. возглавлял Союз греческих композиторов.
Левидису принадлежит музыка балетов «Талисман богов» (греч. Τό φυλαχτό των θεών; 1925, вторая редакция 1945—1946) и «Пастух и фея» (греч. Ο βοσκός και η νεράιδα; 1943), многочисленные хоровые и вокальные сочинения. Лёгкую музыку в парижский период Левидис публиковал под псевдонимом-перевёртышем Димитрий Сидивель (фр. Dimitry Sidivel).
Дочь Левидиса, Люси Мари Сесиль Франс Левидис (1911—1966), под псевдонимом Мария Вельди (фр. Maria Veldi) стала автором слов к нескольким популярным в 1950-е гг. французским песням.